# Jean Antoine Injalbert
Jean Antoine Injalbert (ur. 23 lutego 1845 w Béziers, zm. 3 marca 1933 w Paryżu) – francuski rzeźbiarz.

## Życiorys
Od 1866 studiował w paryskiej École nationale supérieure des beaux-arts u Augustina-Alexadre Dumonta. W 1889 wziął udział w Exposition Universelle, zdobywając główną nagrodę. W 1874 zdobył Prix de Rome za figurę Orfeusza. Wystawiał w Société Nationale des Beaux-Arts i w Société des Artistes Français. Brał też udział w licznych wystawach zagranicznych, gdzie nagradzano go medalami, m.in. w Monachium w 1893.

## Odznaczenia i wyróżnienia
(wg źródła)
- 1897 – Oficer Legii Honorowej w 1897
- 1900 – członek jury na Exposition Universelle (1900)
- od 1905 – członek Instytutu Francji
- 1910 – Komandor Legii Honorowej w 1910

## Twórczość
Wykonał wiele popiersi portretowych i figlarnych alegorycznych statuetek, jednak koncentrował się głównie na rzeźbie publicznej. Jego prace dekoracyjne, ciężkie i majestatyczne, zdobią wiele najbardziej prestiżowych budynków w Paryżu, w tym ratusz (1880) i Pałac Sprawiedliwości (1913) oraz m.in. gmach prefektury w Montpellier, teatr w Sète i dworzec w Tours.
Jest także autorem słynnych rzeźb na paryskiem moście Pont Mirabeau i znanych posągów, w tym m.in. posągu Hippomenesa w Luksemburgu oraz licznych pomników jakie powstały w jego rodzinnym Béziers.

## Galeria

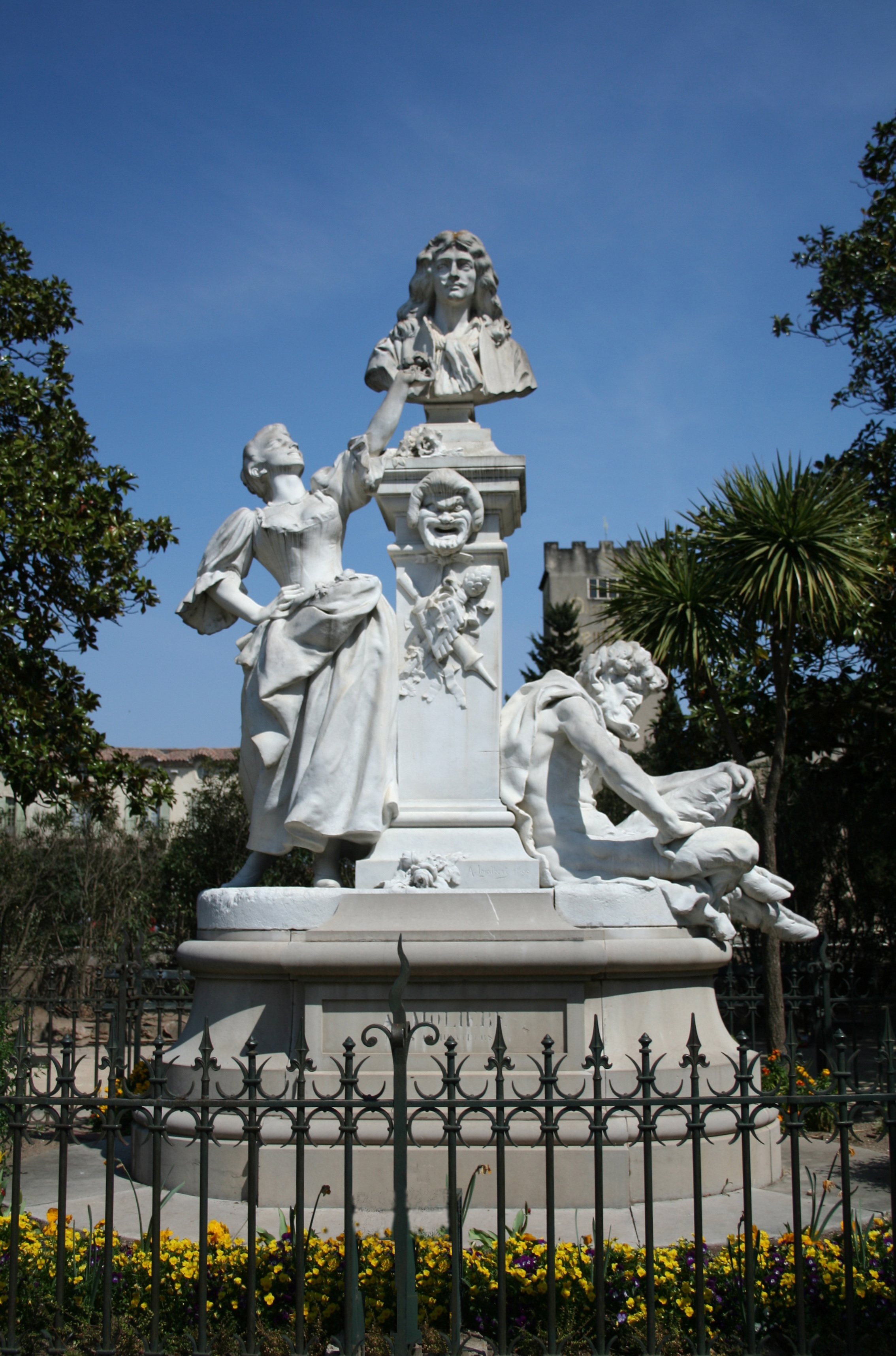
Pomnik Molière’a, Pézenas
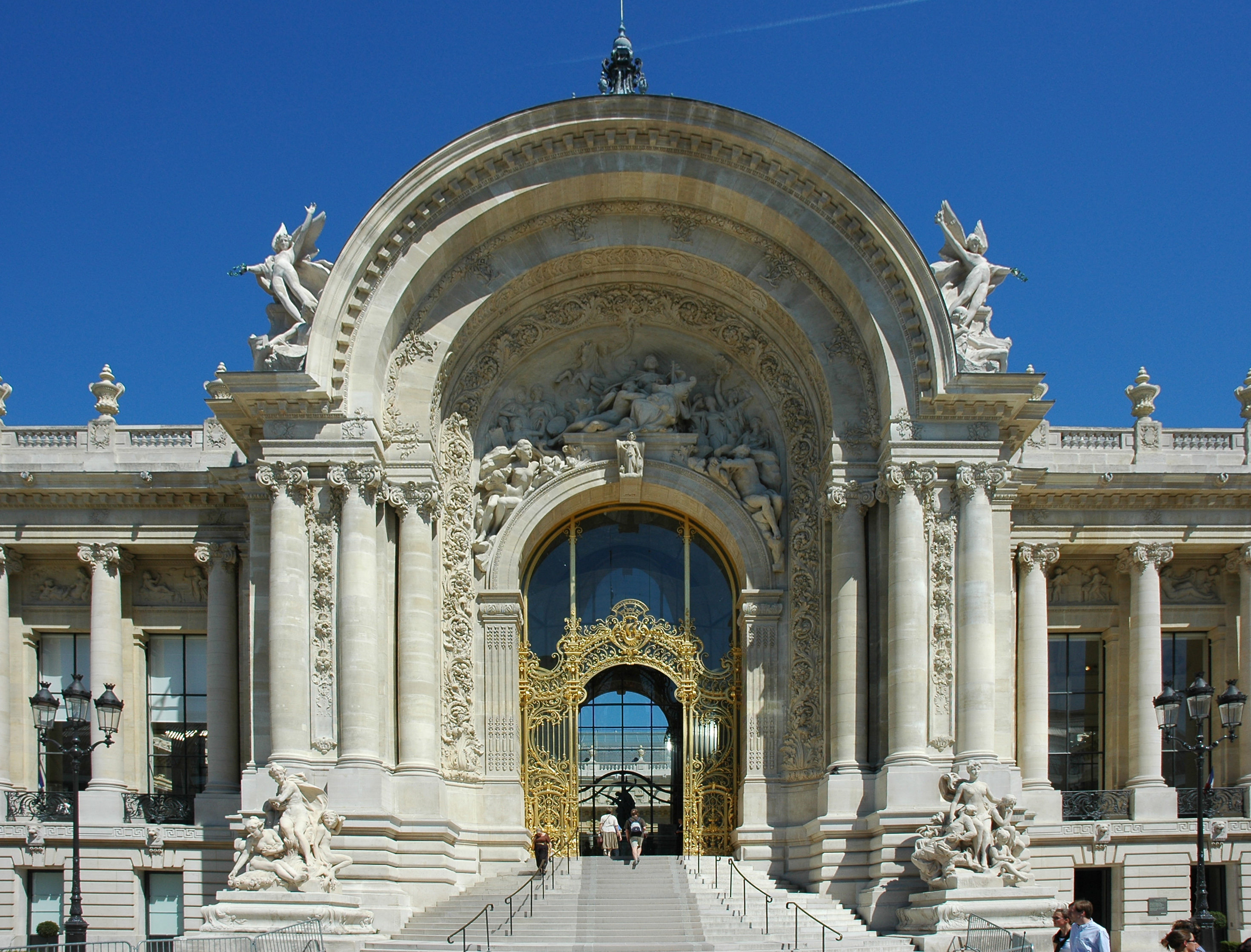
Wejście do Petit Palais, Paryż
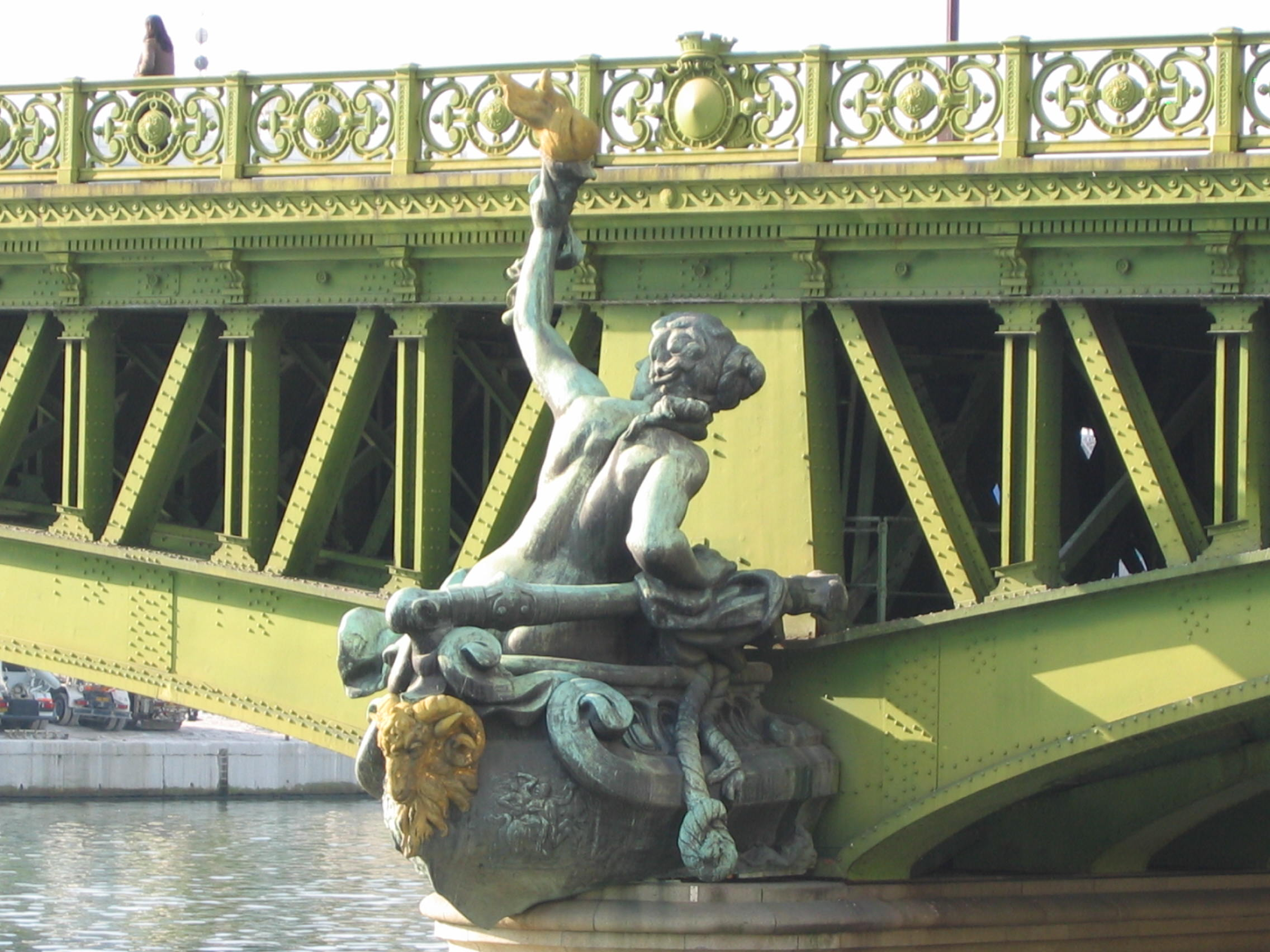
La Navigation, alegoria na Pont Mirabeau, Paryż
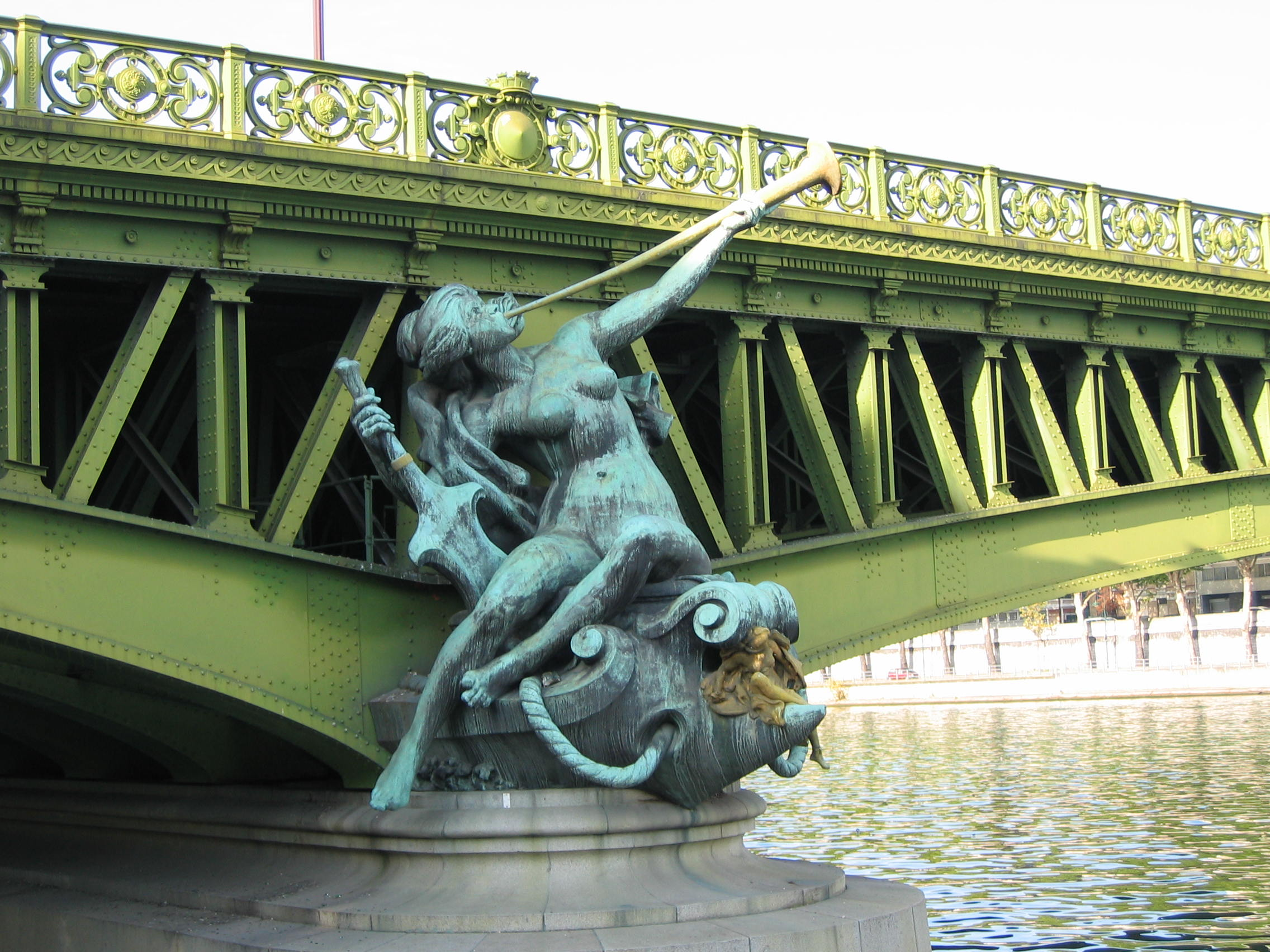
L’Abondance, alegoria na Pont Mirabeau, Paryż
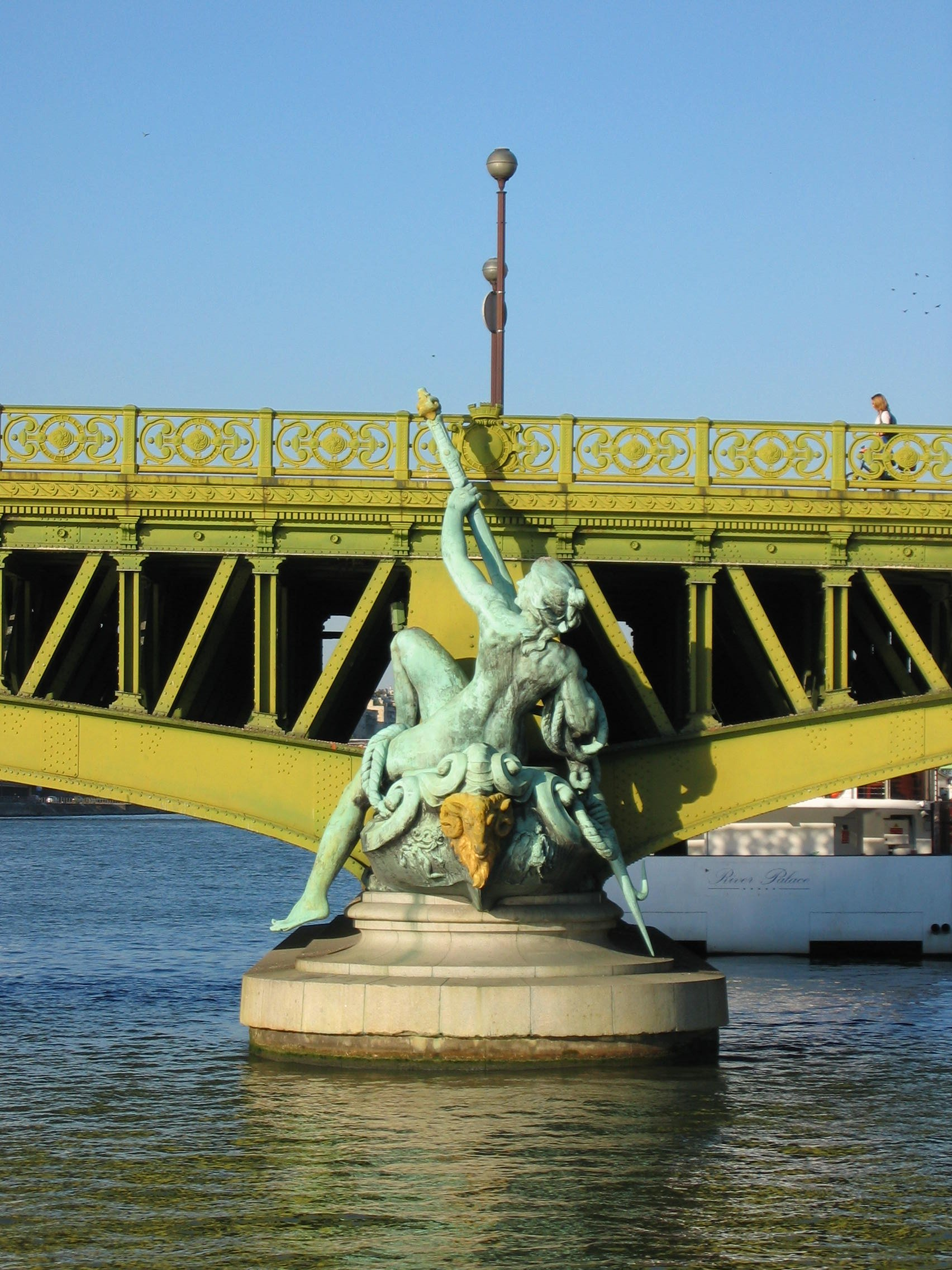
Le Commerce, alegoria na Pont Mirabeau, Paryż
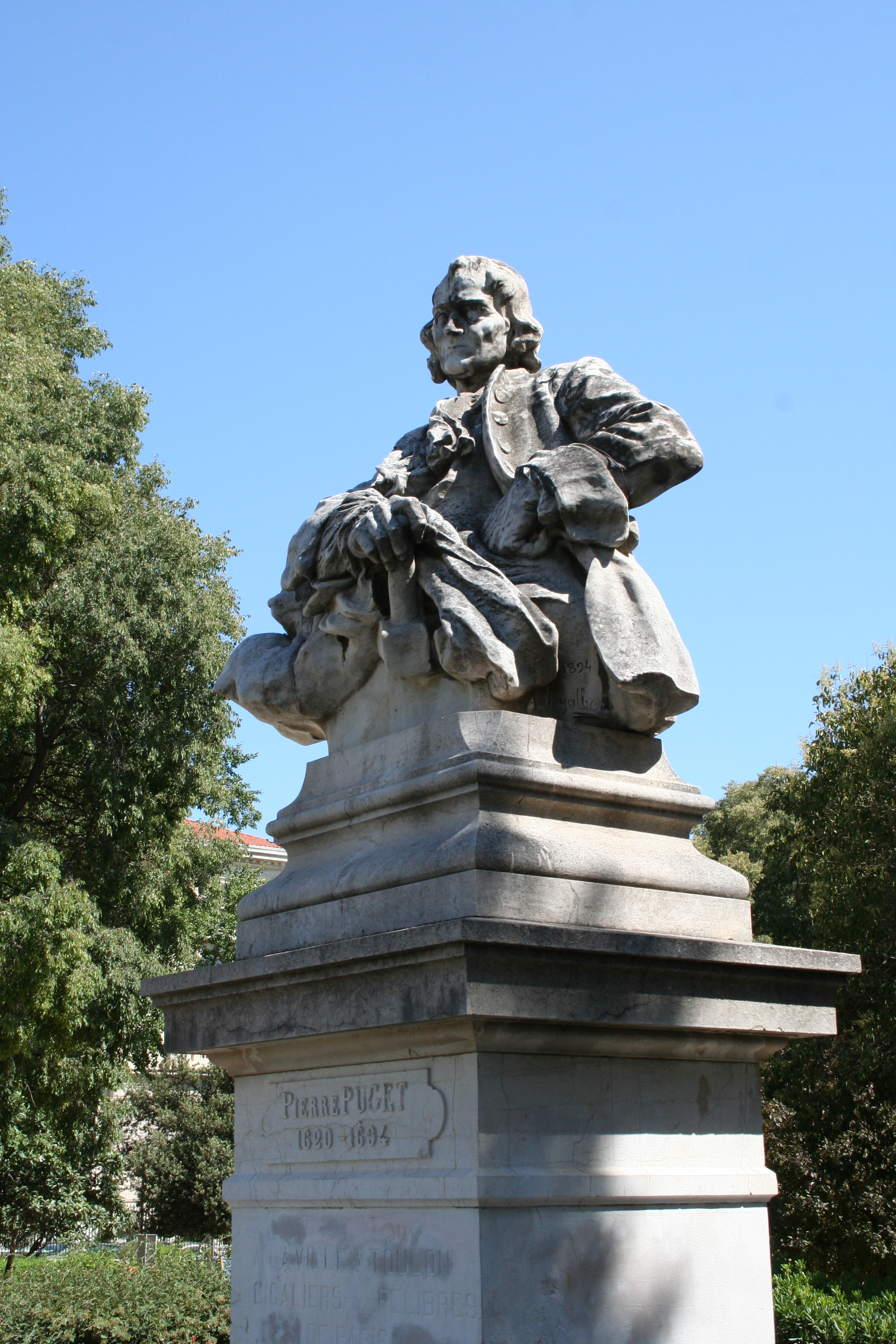
Pomnik Pierre’a Pugeta, Toulon